# Komárom
Komárom (slovaque: Komárno, allemand: Komorn, serbe: Komoran ou Коморан) est une ville de Hongrie, sur la rive droite du Danube, dans le département hongrois de Komárom-Esztergom.

## Histoire
La ville actuelle de Komárom s'appelait à l'origine Újszőny : elle fut réunie en 1896 à la ville historique de Komárom (aujourd'hui la ville slovaque de Komárno) située sur l'autre rive du Danube : à cette époque en effet, les deux rives faisaient partie du royaume de Hongrie. Elles furent à nouveau séparées quand la Tchécoslovaquie proclama son indépendance en 1918, ce qui fut reconnu par le traité de Trianon en 1920. Komárno et Komárom (ex-Újszőny) sont reliées par un pont routier (Erzsébet/Alžbeta) et un pont ferroviaire.
En ce lieu (rive droite du Danube) s'élevait un important castrum romain nommé Brigetio (nom d'origine celte, briga signifiant « hauteur »). Remplacé par une forteresse au Moyen Âge, ce fut un site hautement stratégique lors des guerres entre les Ottomans et les Impériaux.
Elle fut le lieu de la bataille de Komárom entre ces derniers et les troupes hongroises républicaines lors de la révolution hongroise de 1848.

## Personnalités
- Hélios, photographe, né à Komárom en 1832.

## Économie
- Usine Nokia

## Galerie de photos

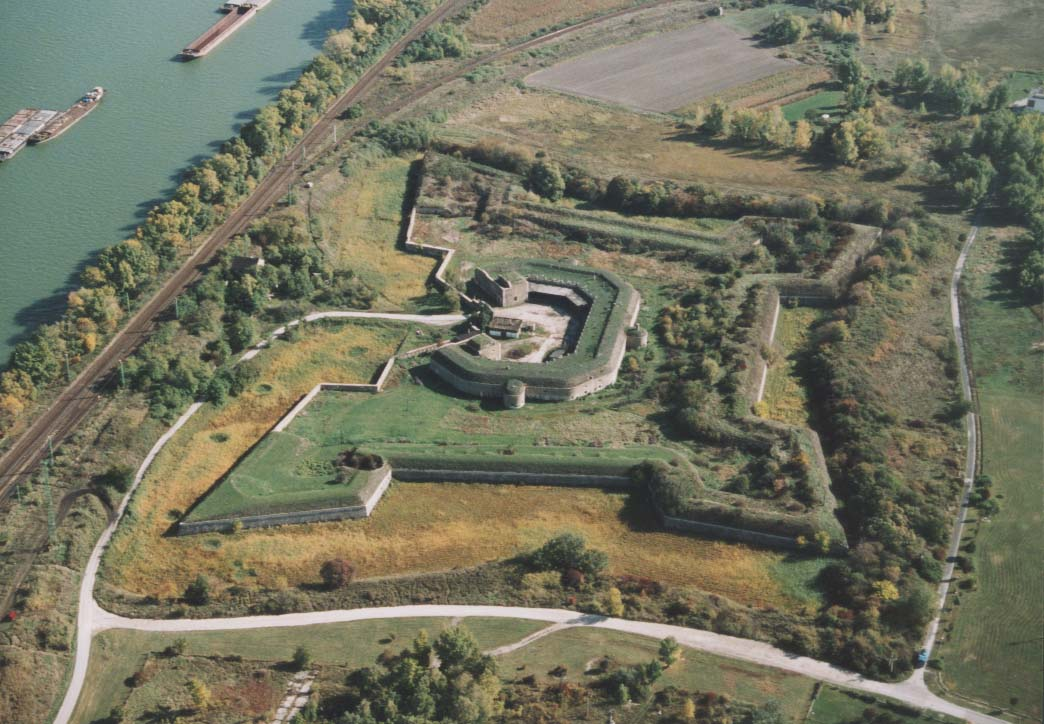
Forteresse
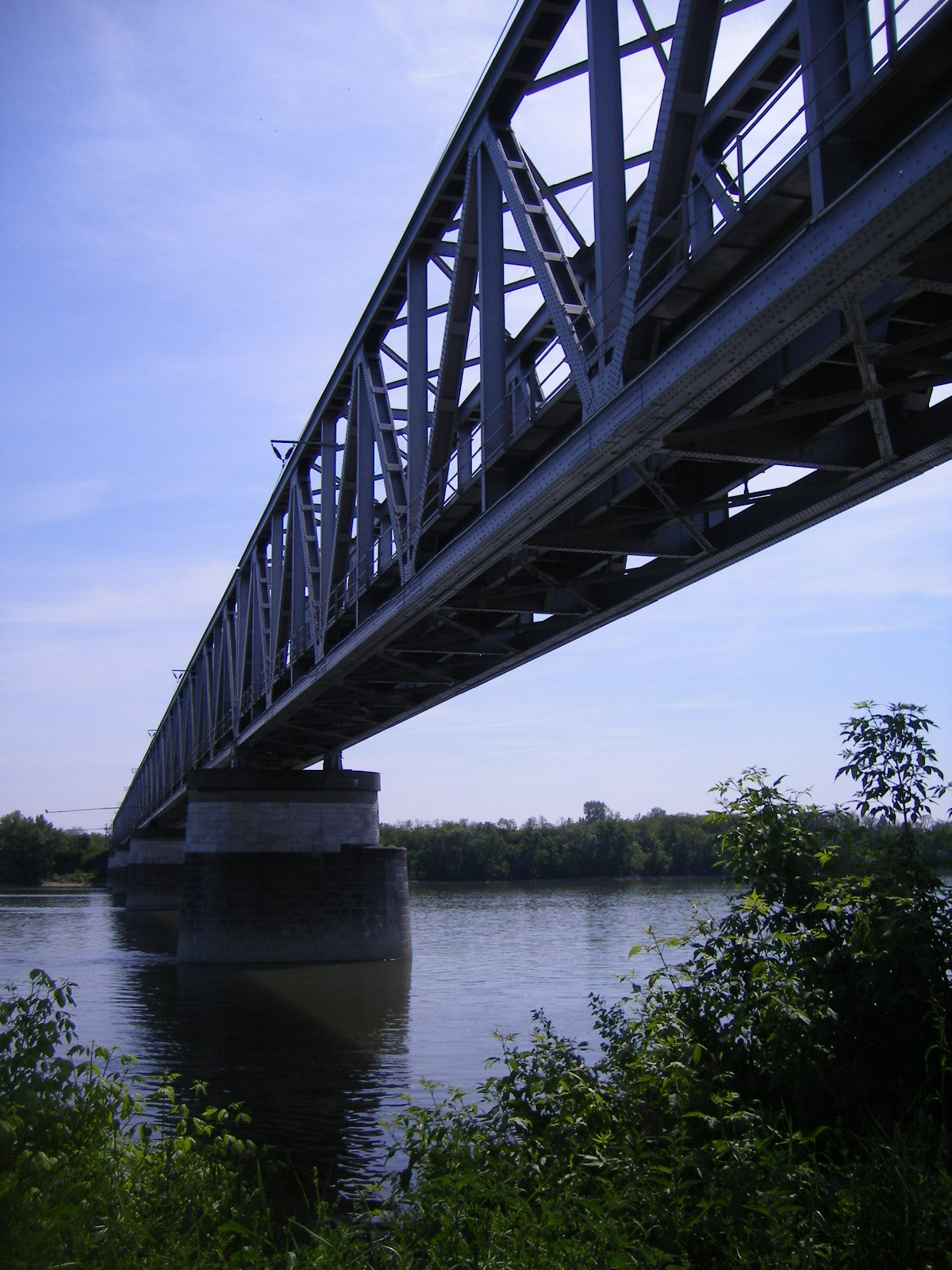
Pont ferroviaire
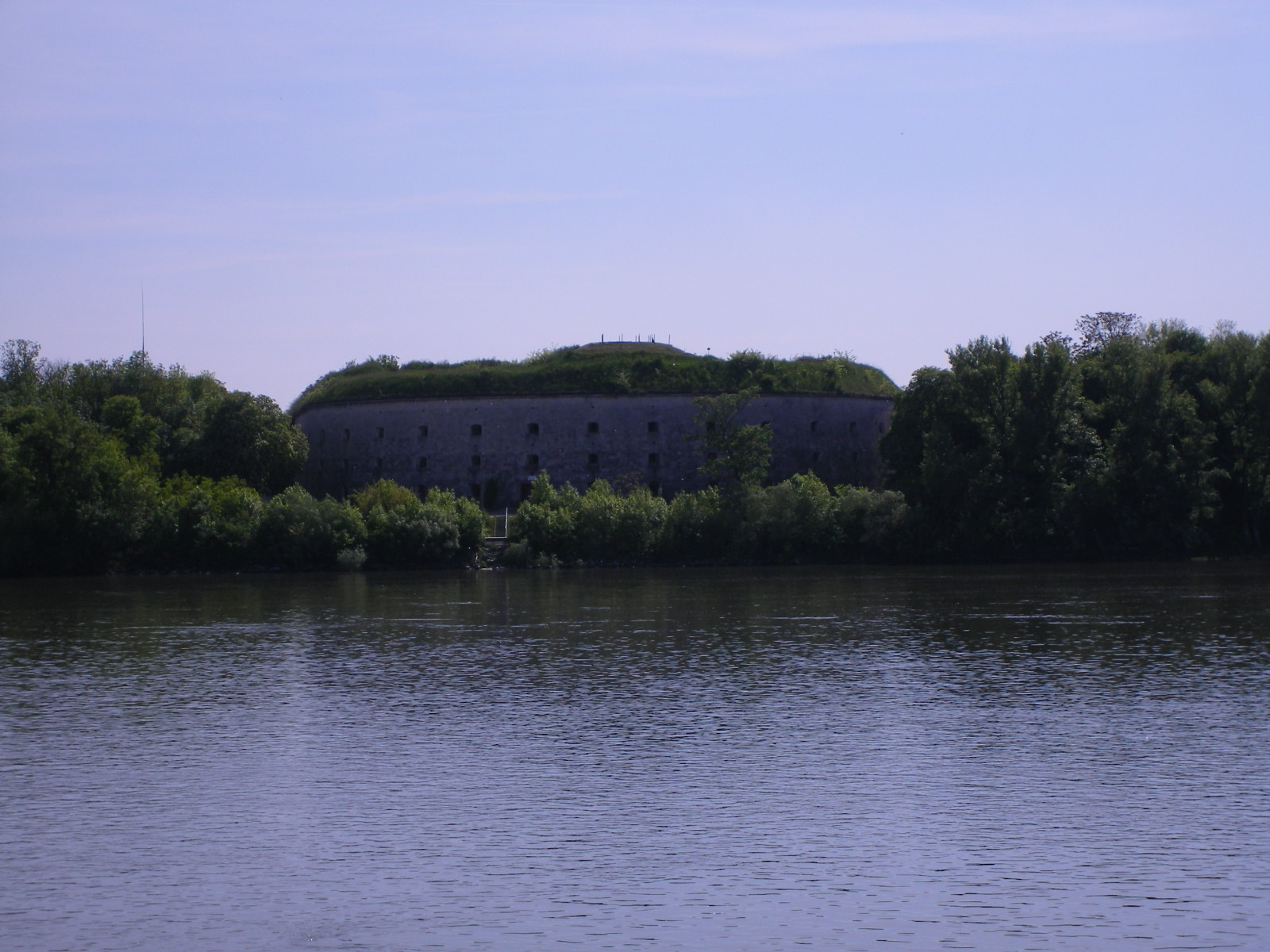
Forteresse
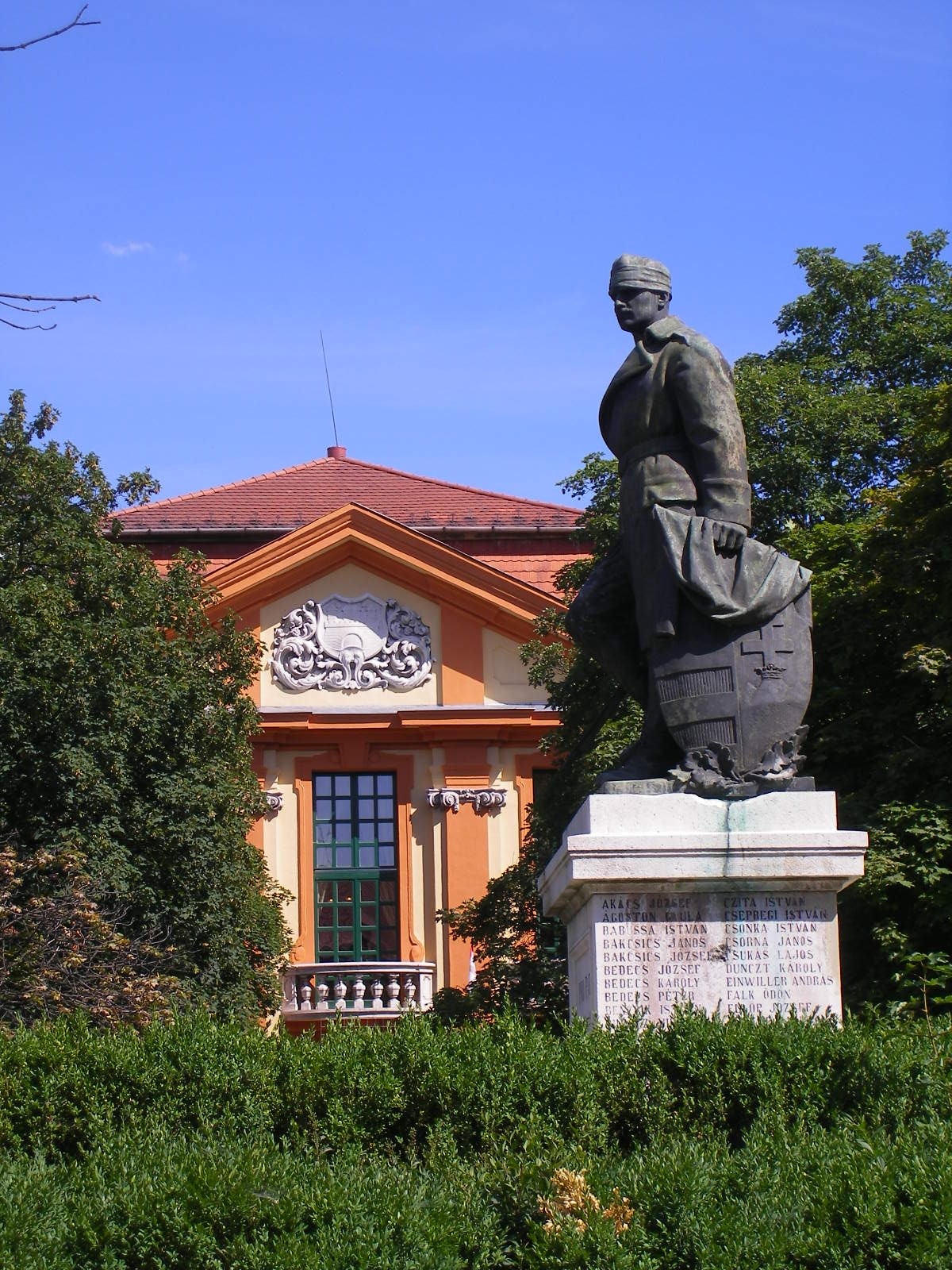
Mémorial

## Jumelages
La ville de Komárom est jumelée avec :
- Judendorf-Straßengel (Autriche)
- Komárno (Slovaquie)
- Lieto (Finlande)
- Naumburg (Allemagne)
- Sebeș (Roumanie)
- Sosnowiec (Pologne)